# Academia Militară Prusacă

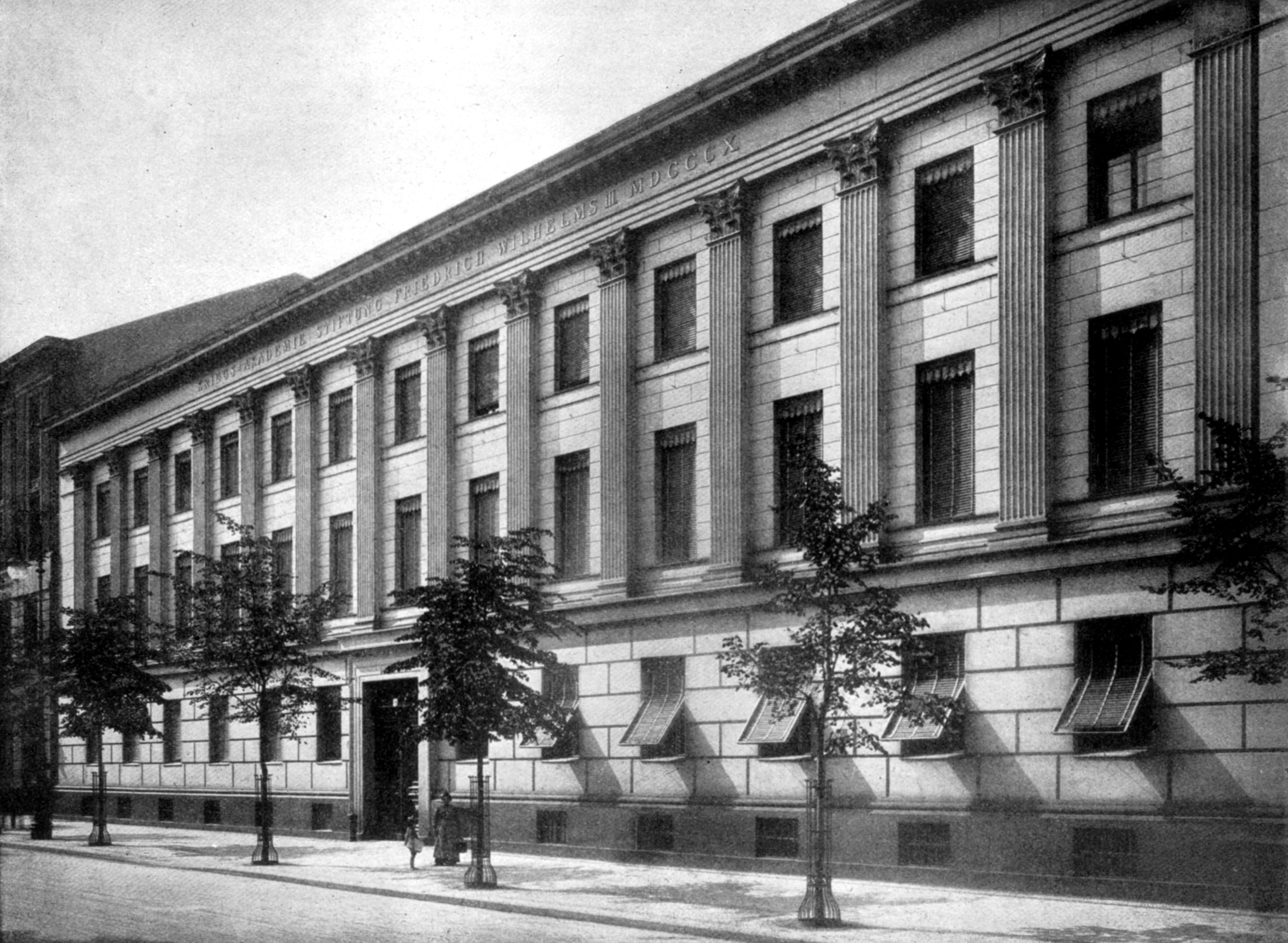
Fațada de pe 74 Unter den Linden, construită în 1845 de Karl Friedrich Schinkel pentru Școala Unită de Inginerie și Artilerie

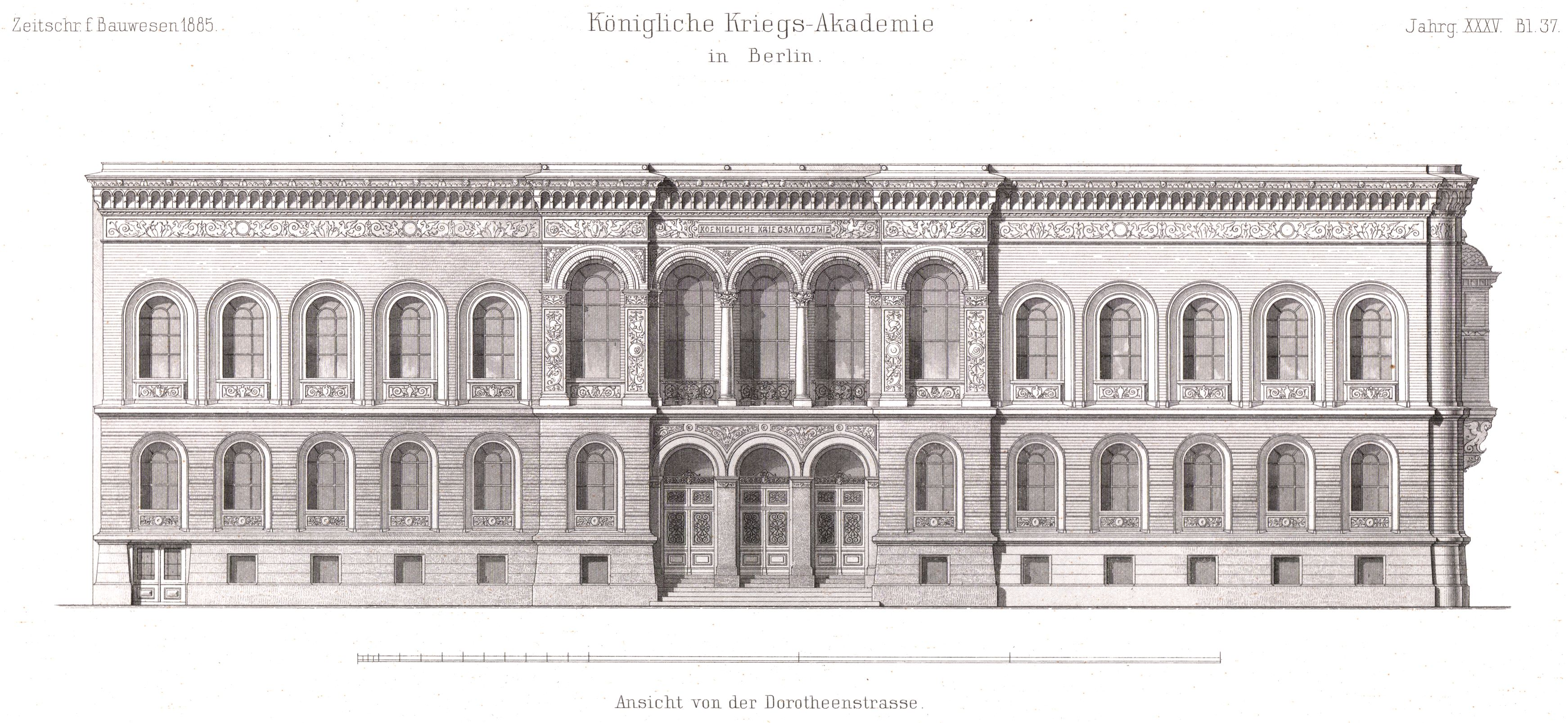
Fațada de pe 58/59 Dorotheenstraße proiectată de Franz Schwechten (1883)

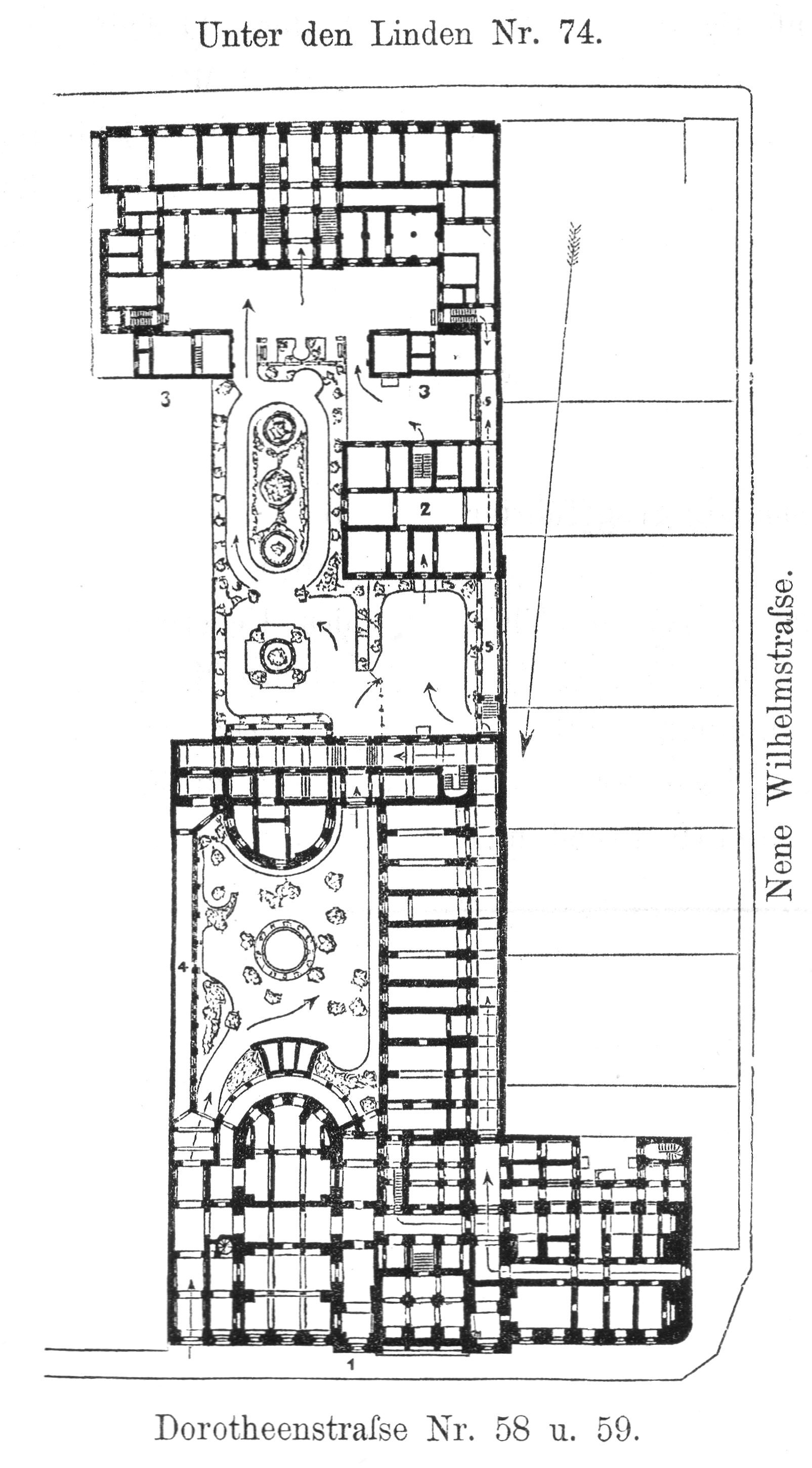
Harta Academiei de Război cu clădirea de învățământ de pe Dorotheenstraße, care a fost reconstruită în 1878/1879 și cu locuințele oficiale de pe Unter den Linden

Academia de Stat Major Prusacă, cunoscută și ca  Academia de Război Prusacă, (în germană Preußische Kriegsakademie) a fost instituția de învățământ de rang cel mai înalt a Regatului Prusiei pentru formarea și instruirea ofițerilor de stat major.

## Istoric
Școala își are originea în Akademie für junge Offiziere der Infanterie und Kavallerie (Academia pentru tinerii ofițeri de infanterie și cavalerie), înființată în 1801 și care a devenit cunoscută mai târziu ca Allgemeine Kriegsschule (Școala Generală de Război). A fost reînființată oficial de Gerhard von Scharnhorst la Berlin pe 15 octombrie 1810 ca una dintre cele trei școli de ofițeri ale Prusiei. Clădirea ei de pe Unter den Linden (1845/25) a fost proiectată de Karl Friedrich Schinkel.

## Absolvenți
Absolvirea Academiei de Stat Major era o condiție prealabilă pentru numirea în Marele Stat Major al Armatei Prusace (mai târziu Marele Stat Major al Armatei Germane). Carl von Clausewitz a fost unul dintre primii săi studenți în 1801 (înainte de redenumirea școlii), în timp ce alți studenți au fost mareșalii von Steinmetz, von Moltke și von Blumenthal în anii 1820 și 1830.
Ernst Emil Von Lorenz, care a servit drept comandant al Armatei Statelor Unite ale Americii în 1889, a fost absolvent al Academiei de Război a Prusiei, așa cum a fost și colonelul american Albert Coady Wedemeyer, care a servit în al Doilea Război Mondial. Academia de Stat Major a fost restructurată după Primul Război Mondial și dizolvată după al Doilea Război Mondial.